# Кукуй-2
Кукуй-2 — деревня в Макарьевском районе Костромской области. Входит в состав Унженского сельского поселения.

## География
Находится в юго-восточной части Костромской области на расстоянии приблизительно 42 километров на восток по прямой от районного центра города Макарьев.

## История
Известна с 1872 года, когда здесь были отмечены кордоны Кукуевские с 3 дворами, в 1907 году отмечено было (уже для Кукуя-2) 11 дворов. С 2004 по 2021 год входила в состав Тимошинского сельского поселения.

## Население
Постоянное население составляло 29 человек (1872 год, для обоих кордонов), 62 (1897), 58 (1907), 15 в 2002 году (русские 93 %) для обоих Кукуйских кордонов, 0 в 2022.